# Tagh e Tavileh
Tagh-e Tavileh történelmi hely és régészeti lelőhely Izeh közelében, Iránban, Huzesztán tartományban.

## Leírása
Tagh-e Tavileh helyszínét az itteni dombon végzett régészeti ásatások során fedezték fel. Tagh e Tavileh az izehi Mohammad Rasoolalah utca végén található. A hely az Atabakan-e Lor-e Bozorg időszakban keletkezett. Az épületet kőből építették, csempe- és vakolatdíszítéssel látták el. A vizet agyagcsöveken keresztül az Alhak-hegy lábánál található Nurabad-forrásból vezették ide.

## Galéria

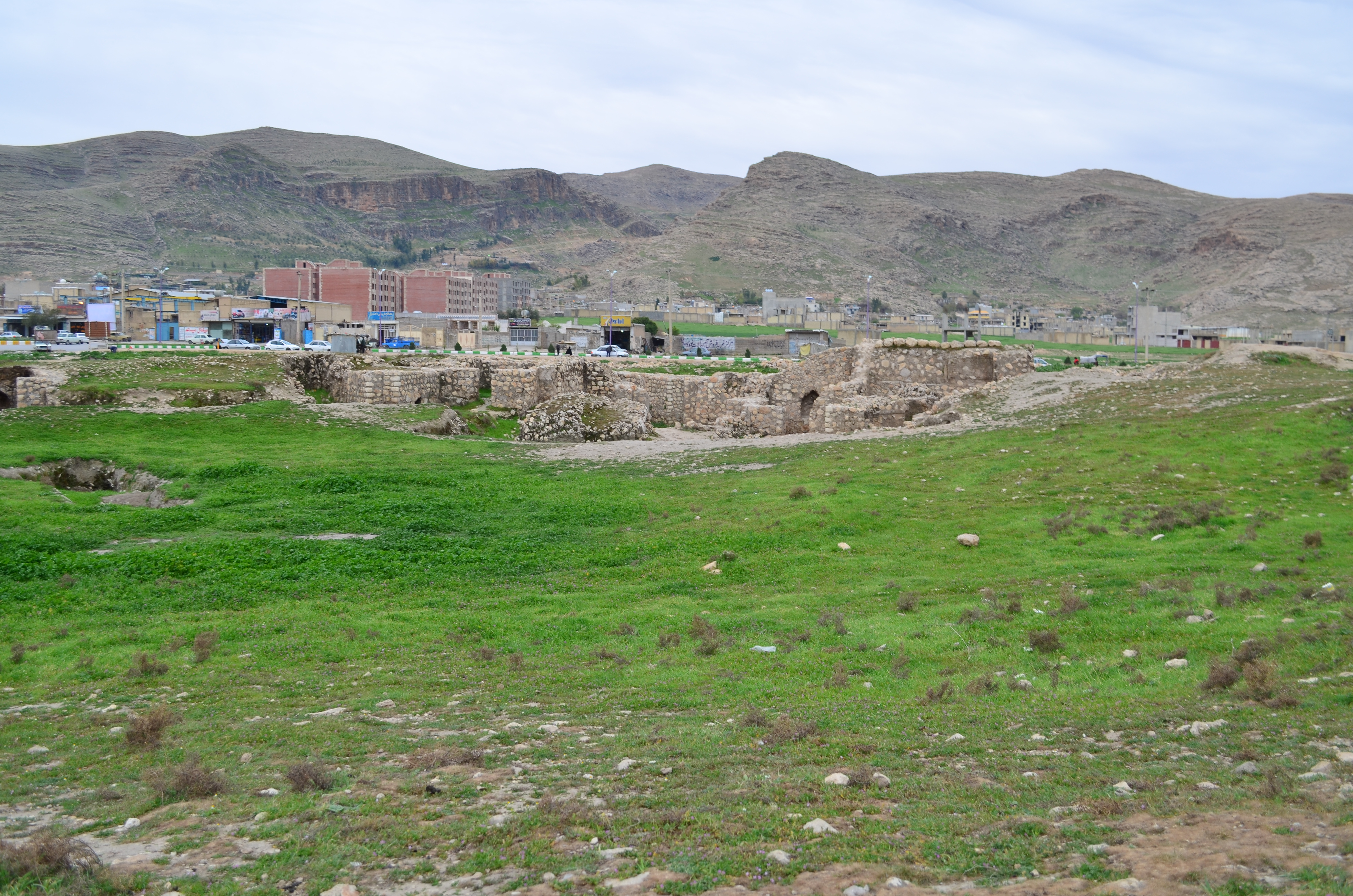
Az ásatási terület látképe
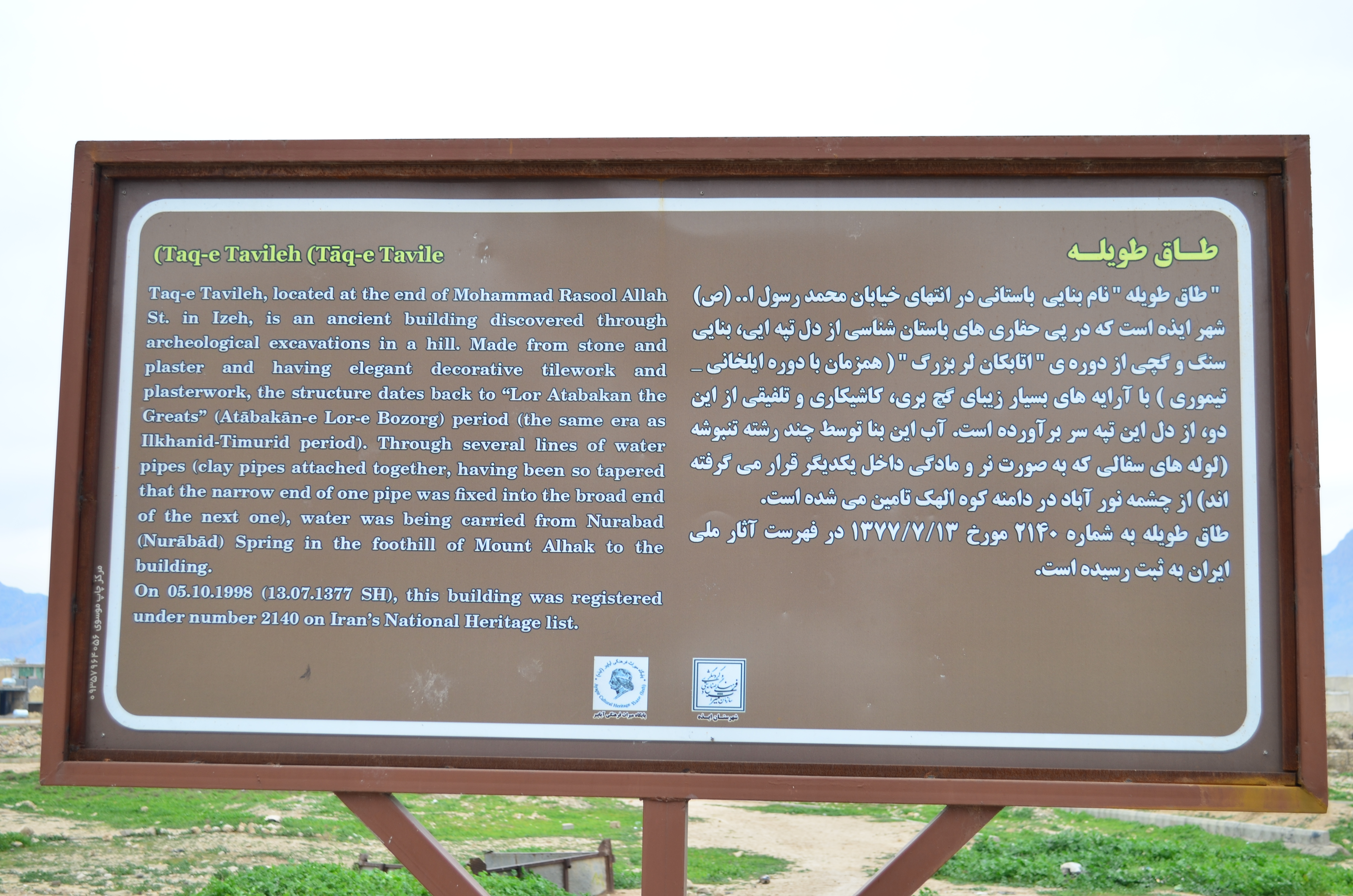
Eligazítótábla az ásatás helyszínén
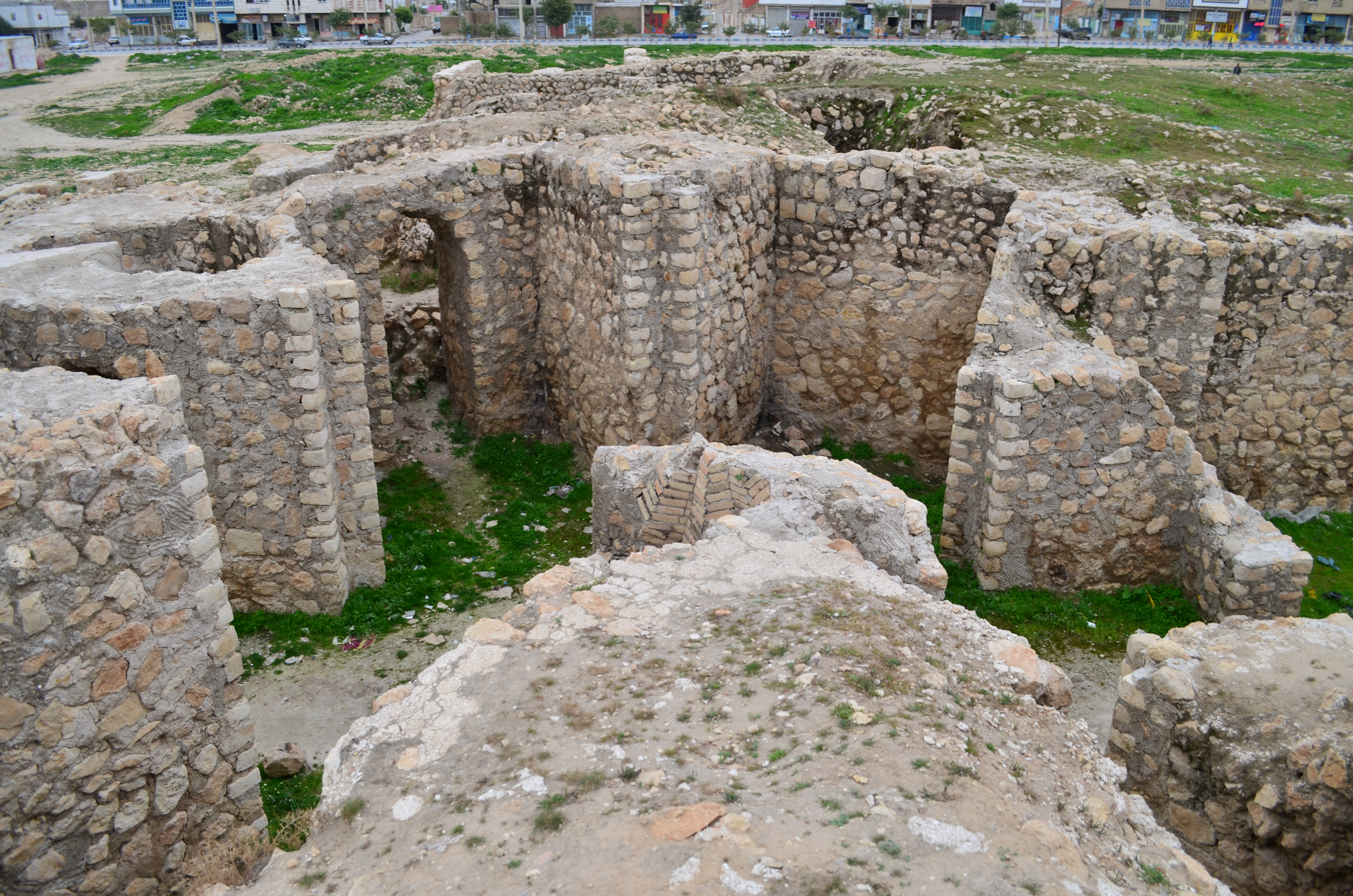
Épületrészlet az ásatási területről
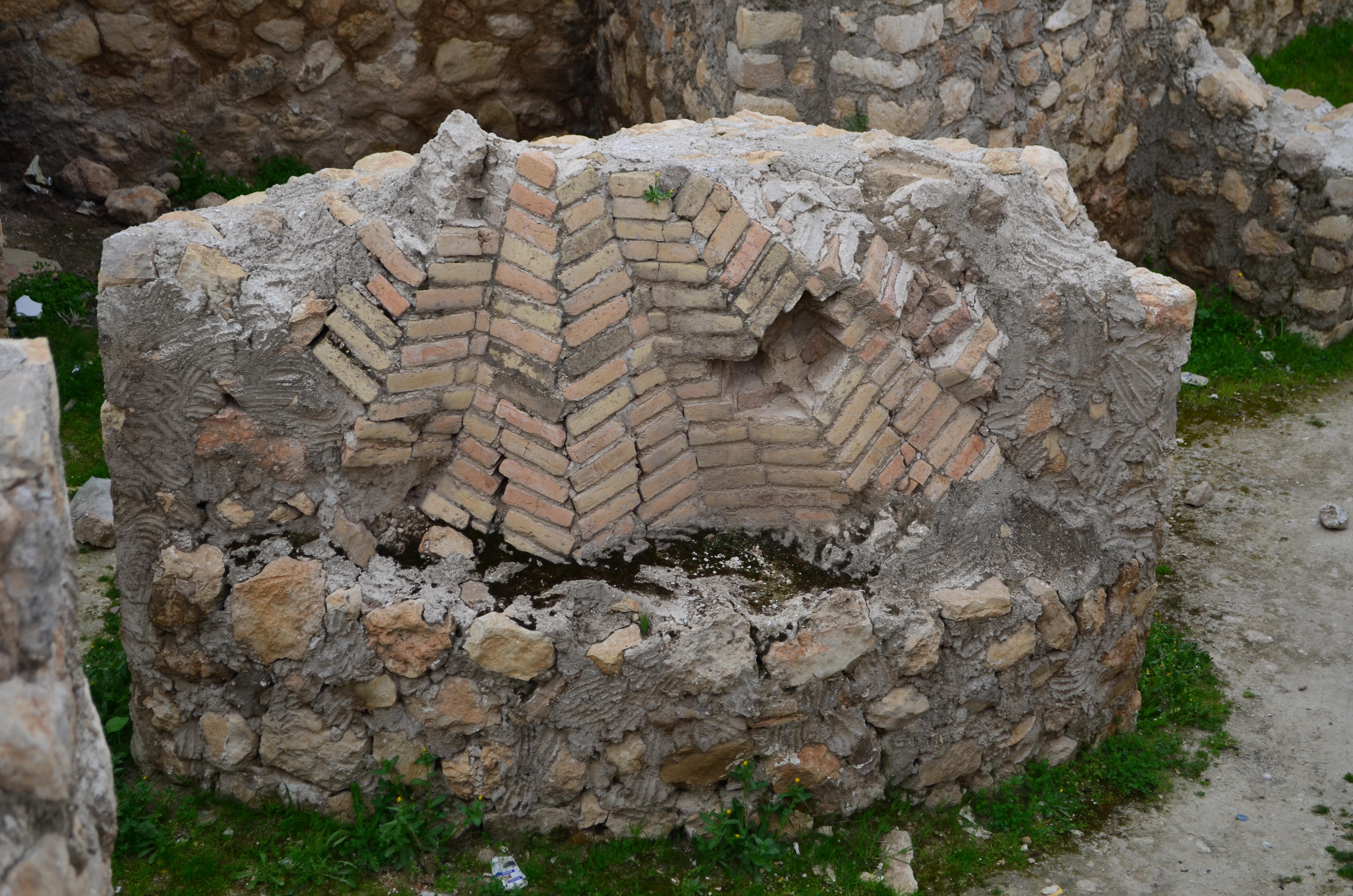
Az ásatás egy részlete
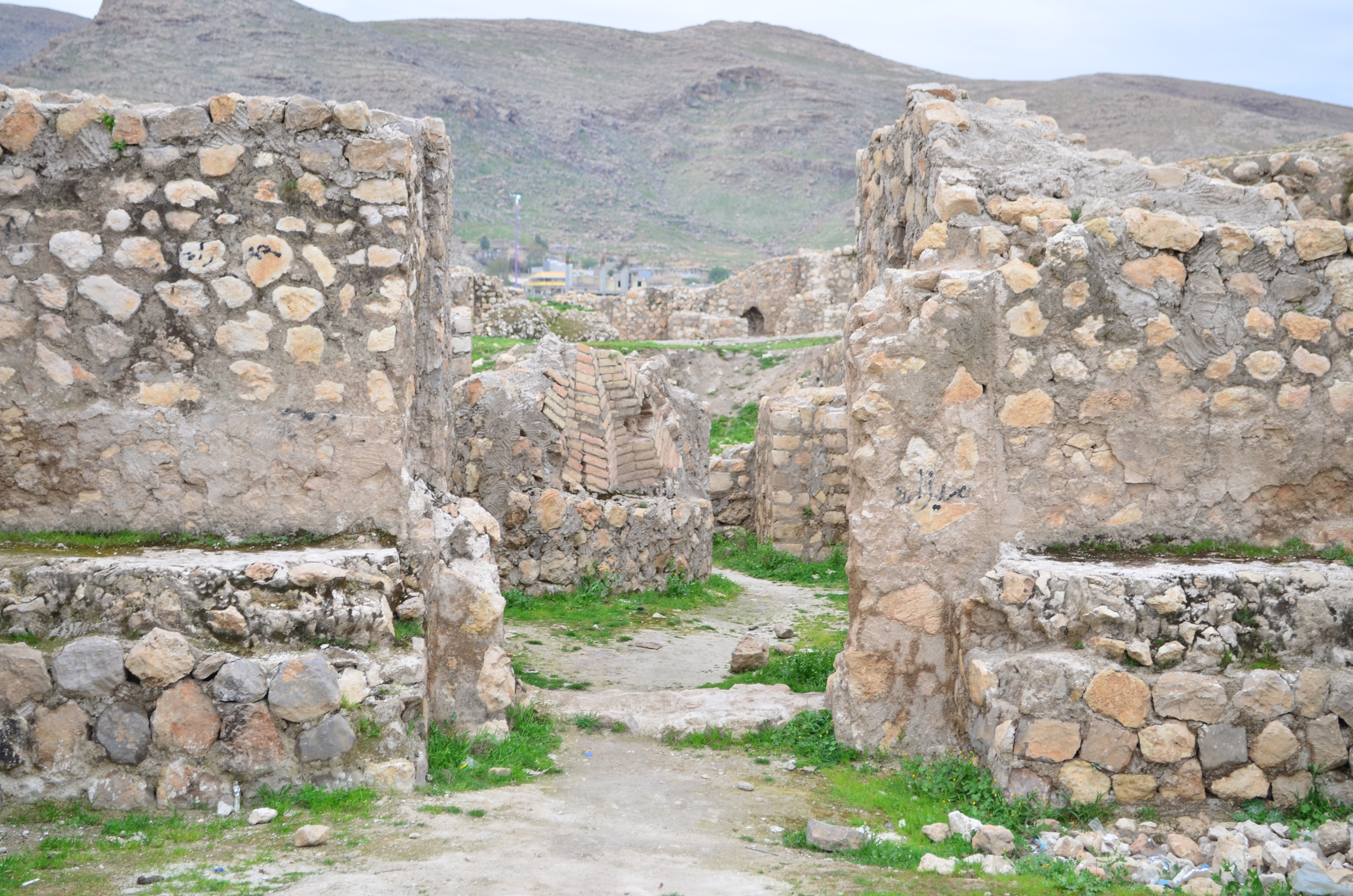
Részlet a régészeti területről
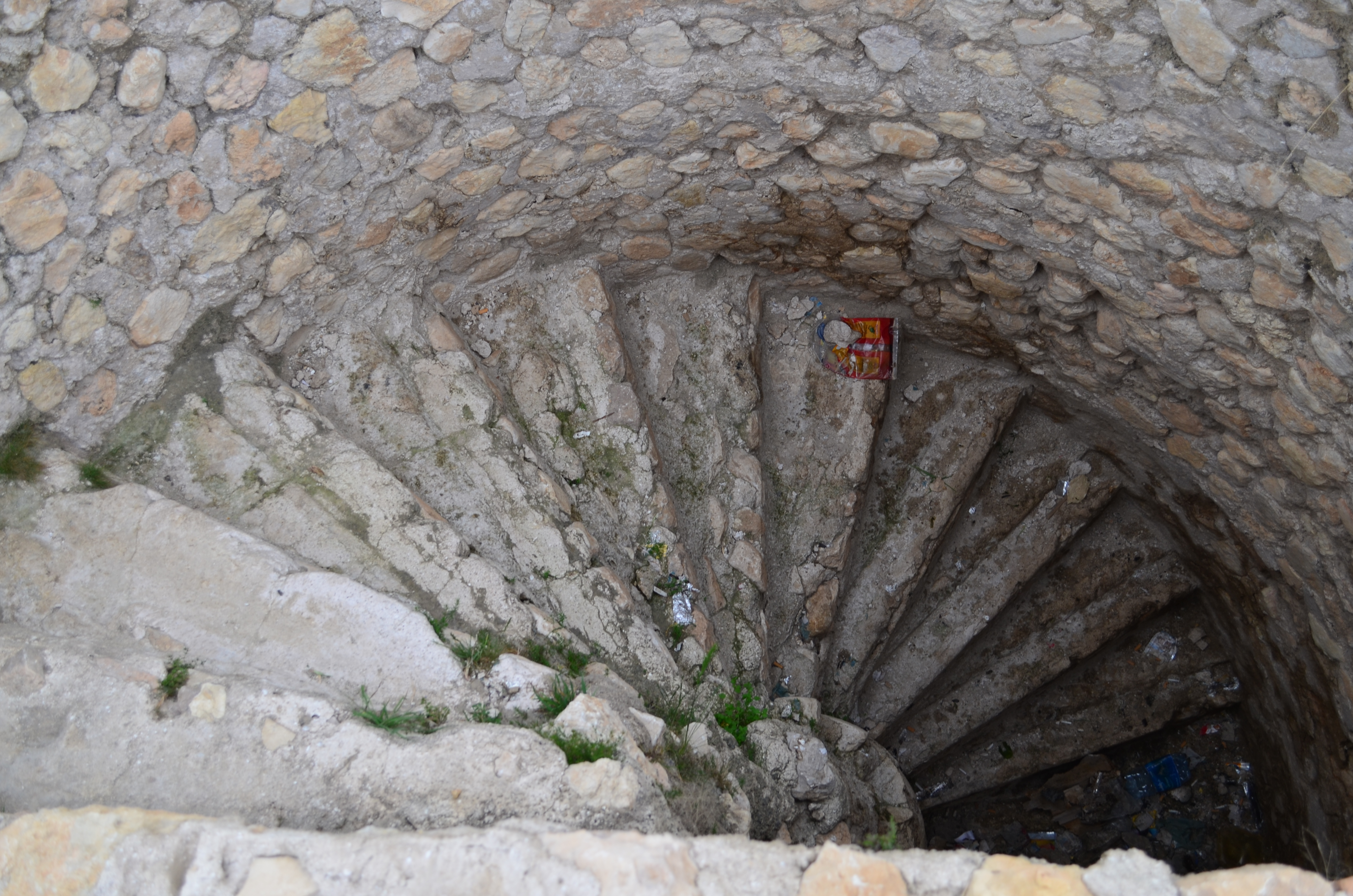
Egy csigalépcső részlete
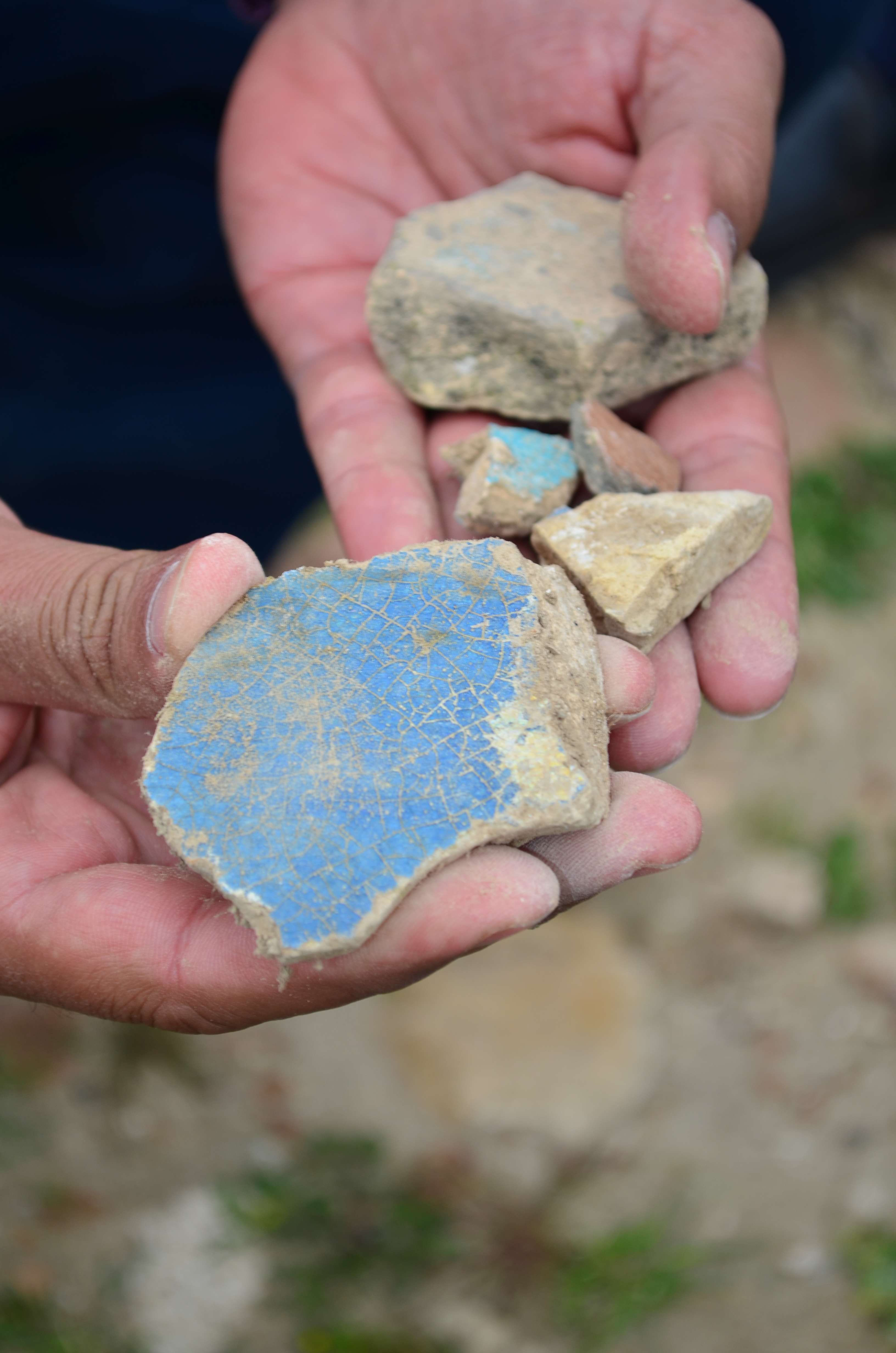
Vakolatdarabok az ásatásról
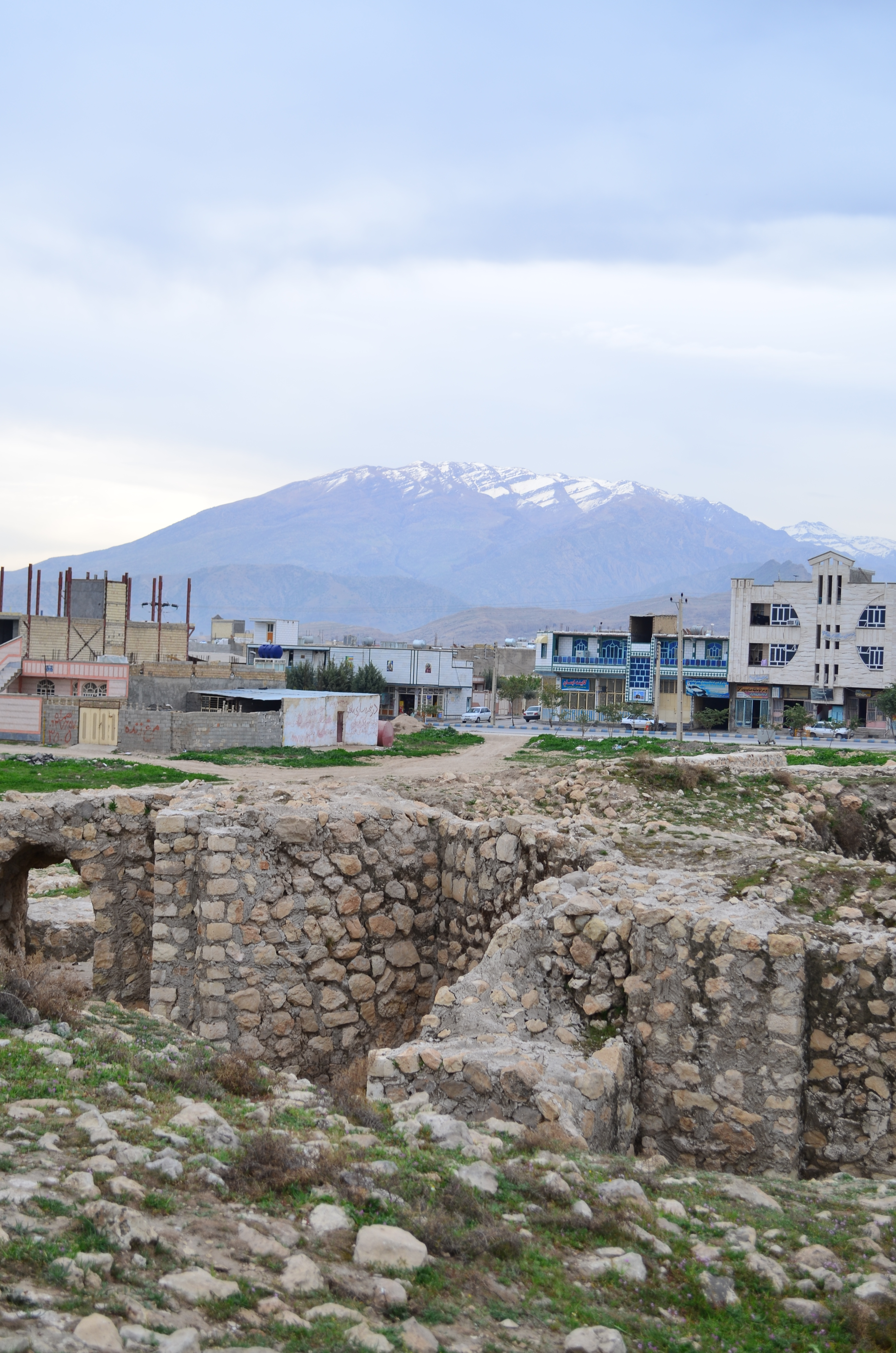
Az ásatás részlete
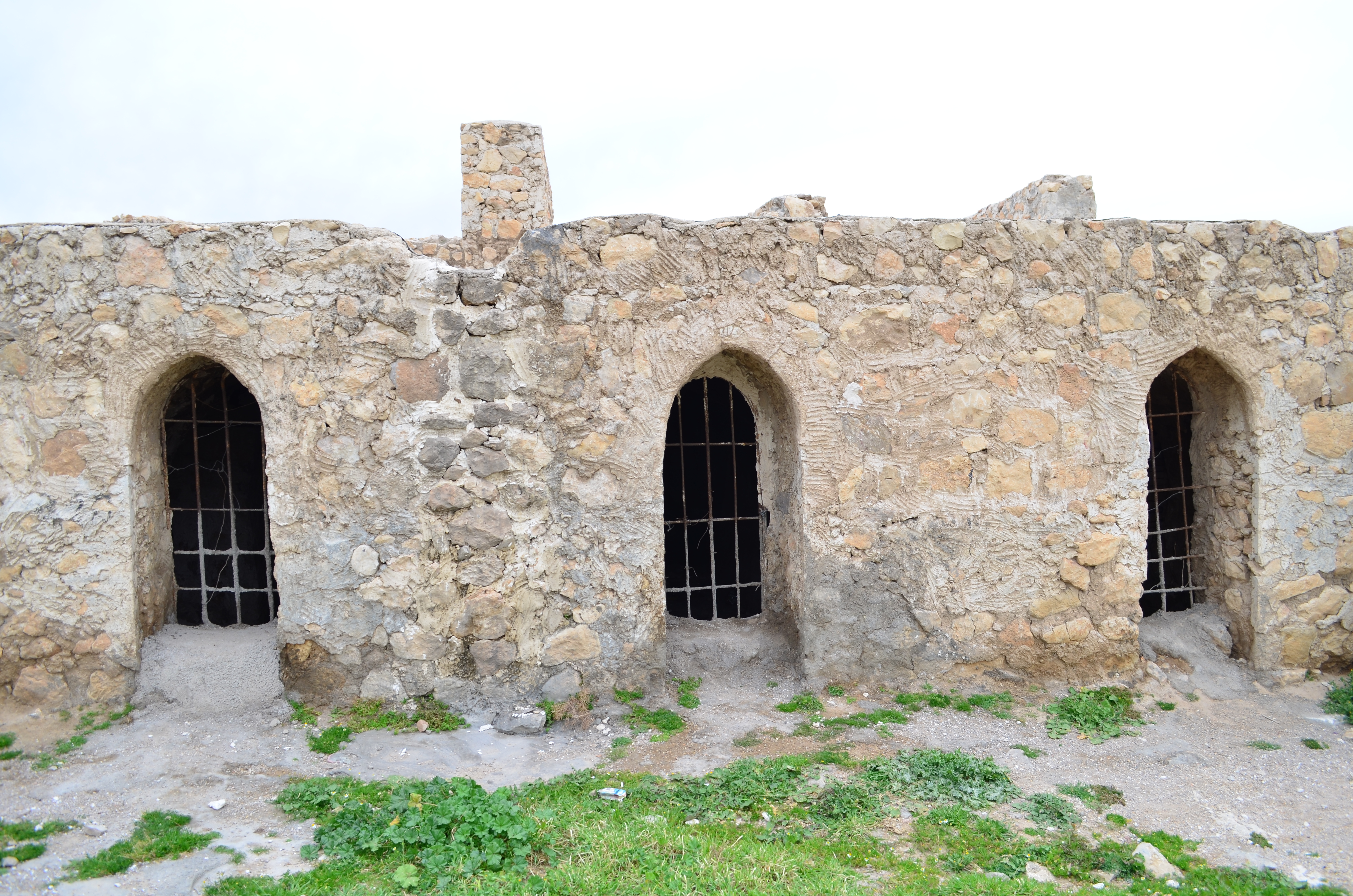
Épületrészlet